# Régiments de cavalerie français d'Ancien Régime (E)
Cet article présente la liste des régiments de cavalerie français d'Ancien Régime, commençant par la lettre E.

## Régiment de Eggenfeld cavalerie
- Régiment de Eggenfeld cavalerie  

Ce régiment weimarien est admis à la solde de la France le 26 octobre 1635, sous le commandement du colonel baron d'Eggenfeld. Engagé dans la guerre de Trente Ans il est envoyé en Lorraine puis rejoint la Flandre en 1638. Il prend le nom de régiment de Wittinghof cavalerie après avoir été donné cette même année au colonel de Wittinghof.

## Régiment d'Egmont cavalerie
- Régiment d'Egmont cavalerie

C'est l'ancien régiment de Gouffier d'Heilly cavalerie qui prend le nom de « régiment d'Egmont cavalerie » après avoir été donné, en 1699, au comte d'Egmont. Dans le cadre de la guerre de Succession d'Espagne, le régiment combat en Flandre à partir de 1701. Il prend le nom de régiment de Desmarets cavalerie après avoir été donné, en février 1704, à M. Desmarets.

## Régiment d'Elbeuf cavalerie
- Régiment d'Elbeuf cavalerie

Le régiment est levé, le 25 février 1645, par Charles de Lorraine, duc d'Elbeuf. Envoyé en Allemagne, il se trouve à la bataille de Nördlingen, prise de Trêves en 1645 puis il passe en Flandre, et combat aux prises de Courtrai et de Bergues en 1646, à la prise d'Ypres, et à la bataille de Lens en 1648. Passé dans le parti parlementaire il se trouve au siège de Brie-Comte-Robert. Le régiment est licencié, le 3 avril 1649.

## Régiment des Fusiliers à cheval de Son Éminence
- Régiment des Fusiliers à cheval de Son Éminence également appelé régiment de Son Éminence

C'est l'ancien régiment des dragons du Cardinal, qui, cassé 30 juillet 1636, est rétabli le 20 janvier 1638 sous le titre de « régiment des Fusiliers à cheval de Son Éminence ». Une ordonnance du 1er août 1643 lui donne le titre de régiment des Fusiliers à cheval du Roi.

## Régiment de Son Éminence cavalerie
- Régiment de Son Éminence cavalerie

C'est l'ancien régiment de Mazarin-Étranger cavalerie deuxième (1649-1651), qui est rétabli, le 3 février 1652, à la rentrée de Mazarin aux affaires sous le titre de « régiment de Son Éminence cavalerie ». Mis sous le commandement du mestre de camp-lieutenant, Balthasar de La Cardonnière, le régiment se trouve aux batailless de Bléneau, d'Étampes, et du faubourg Saint-Antoine en 1652, aux sièges de Rethel et de Mouzon en 1653, aux prises de Stenay et de Clermont-en-Argonne, au secours d'Arras, et au siège du Quesnoy en 1654, aux sièges de Landrecies, de Condé et de Saint-Ghislain en 1655, et au siège de Valenciennes en 1656. Le 7 février 1657, il est donné au mestre de camp-lieutenant comte de La Feuillade qui le conduit en Italie et avec lequel il se trouve au siège d'Alexandrie. Revenu en Flandre en 1658, il se participe à la bataille des Dunes. Le régiment est licencié en Picardie, le 12 avril 1661 après la mort de Jules Mazarin.

## Régiment d'Enghien cavalerie (1635-1646)
- Régiment d'Enghien cavalerie (1635-1646)

Ce régiment est l'un des douze que le cardinal de Richelieu organisa le 16 mai 1635 dans le cadre de la guerre de Trente Ans. Sous le titre de « régiment d'Enghien cavalerie », il eut pour chef Louis de Bourbon, duc d'Enghien, qui en confia le commandement direct à N. de Saulx chevalier de Tavannes. Après à la mort de son père, Louis de Bourbon devient le 4e prince de Condé et le 26 décembre 1646 le régiment prend alors le titre de régiment de Condé cavalerie.

## Régiment d'Enghien cavalerie (1649-1686)
- Régiment d'Enghien cavalerie (1649-1686) 

Le régiment est levé le 17 janvier 1649, pour le parti rebelle, au nom d'Henri-Jules de Bourbon, duc d'Enghien, fils du prince de Condé. Il devient le régiment de Bourbon cavalerie en 1686 après la mort du Grand Condé.

## Régiment d'Epernon cavalerie
- Régiment d'Epernon cavalerie

Le régiment est levé le 26 juin 1650 par Bernard de Nogaret, duc d'Epernon. Il sert en Guyenne, et participe à la réduction de Bordeaux en 1650. Réformé après la campagne de 1656, il est rétabli le 24 avril 1652 en Guyenne. Envoyé en Bourgogne, il se trouve siège de Bellegarde en 1653, retourne en Guyenne, puis passe en Piémont et assiste au combat de la Bormida en 1654 et au siège d'Alexandrie en 1657. Il est licencié en Italie le 20 juillet 1660.

## Régiment d'Erlach cavalerie
- Régiment d'Erlach cavalerie 

Ce régiment allemand est levé, le 4 octobre 1644, par Jean Louis d'Erlach pour participer à la guerre de Trente Ans. Affecté à l'armée d'Allemagne, il rejoint la Flandre, et se trouve à bataille de Lens en 1648. Il prend le nom de régiment d'Hollach cavalerie après avoir été donné le 10 février 1650, à Jules, comte d'Hollach.

## Régiment d'Esclainvilliers cavalerie
- Régiment d'Esclainvilliers cavalerie

Le régiment est formé le 15 octobre 1645 par Timoléon de Séricourt, marquis d'Esclainvilliers dans le cadre de la guerre franco-espagnole. Après la campagne de 1652, le régiment reçoit l'incorporation du régiment de Dancourt cavalerie. Le marquis d'Esclainvilliers ayant été établit commissaire général de la cavalerie, le 25 mai 1654, le régiment est renommé régiment du Commissaire Général cavalerie.

## Régiment d'Espense cavalerie
- Régiment d'Espense cavalerie

C'est l'ancien régiment de régiment de Vatimont cavalerie (1650-1651), qui est renommé « régiment dd'Espense cavalerie » après avoir été donné, le 2 avril 1651, au lieutenant-colonel Louis de Beauveau d'Espense. Il combat en Champagne, puis il est engagé au secours d'Arras en 1654, et se trouve en garnison au Quesnoy de 1656 à 1658. Il participe à la bataille des Dunes en 1658 puis il est mis en garnison à Bergues en 1659. Il est licencié le 18 avril 1661.

## Régiment d'Espiès cavalerie
- Régiment d'Espiès cavalerie

C'est l'ancien régiment de Rubécourt cavalerie, qui est renommé « régiment d'Espiès cavalerie » après avoir été donné le 29 avril 1649 à Charles Cossart, marquis d'Espiès. Dans le cadre de la guerre franco-espagnole, le régiment se trouve aux sièges de Cambrai et de Condé en 1649, au secours de Guise et à la bataille de Rethel en 1650, au secours de Dunkerque et à la prise de Vervins en 1652, aux prises de Rethel et de Mouzon en 1653, à la prise de Stenay en 1654, aux sièges de Landrecies, de Condé, de Saint-Ghislain en 1655 et au siège de Valenciennes en 1656 durant lequel le mestre de camp y est tué, et le régiment est alors réformé.

## Régiment d'Espinay cavalerie
- Régiment d'Espinay cavalerie

C'est l'ancien régiment de Châteauneuf cavalerie, qui est renommé « régiment d'Espinay cavalerie » après avoir été donné en 1658, à M. d'Espinay. Engagé dans la guerre franco-espagnole, il participe à la bataille des Dunes et est licencié après la campagne.

## Carabins d'Esplans
- Carabins d'Esplans

Dans le cadre des rébellions huguenotes, l'unité est engagée au Siège de Saint-Jean-d'Angély en 1621 et au combat de Riez en 1622.

## Régiment d'Esquancourt cavalerie
- Régiment d'Esquancourt cavalerie

Le régiment est levé le 2 avril 1652, par Daniel de Montmorency, marquis d'Esquancourt. Dans le cadre de la guerre franco-espagnole, il combat en Flandre puis en Champagne, et participe aux sièges de Rethel et de Mouzon en 1653, au secours d'Arras, et à la prise du Quesnoy en 1654, à la bataille des Dunes et au siège de Dunkerque en 1658. Il est licencié en Flandre le 20 juillet 1660.

## Régiment d'Esterhazy hussards
- Régiment d'Esterhazy hussards

## Régiment d'Estissac cavalerie
- Régiment d'Estissac cavalerie

Le régiment est levé le 12 mars 1652, par Benjamin de La Rochefoucauld, comte d'Estissac, pour la pacification de l'Aunis. Il est licencié en novembre 1652.

## Régiment d'Estoges cavalerie
- Régiment d'Estoges cavalerie

Il est levé, le 17 janvier 1652, par Antoine Baladin de Savigny d'Anglure, vicomte d'Estoges. Affecté à l'armée de Turenne, il participe à la bataille du faubourg Saint-Antoine et est licencié après la campagne.

## Régiment d'Espenan-hongrois cavalerie
- Régiment d'Espenan-hongrois cavalerie 

Ce régiment hongrois est formé, le 8 juillet 1635, par Roger de Bossost, comte d'Espenan dans le cadre de la guerre de Trente Ans. Envoyé en Picardie, il rejoint la Champagne en 1636, et participe au secours de Corbie. Il est licencié en décembre 1637.

## Régiment d'Esté cavalerie
- Régiment d'Esté cavalerie 

C'est l'ancien régiment Broglio cavalerie, qui est renommé « régiment d'Esté cavalerie » après avoir été donné, le 24 juillet 1656, au prince Alméric d'Esté. Il participe au siège d'Alexandrie en 1657, et aux sièges de Valencia et de Mortara en 1658. Le régiment est licencié en Italie, 20 juillet 1660.

## Régiment d'Estrades cavalerie
- Régiment d'Estrades cavalerie

Le régiment est levé, le 12 février 1648, par Godefroy, comte d'Estrades. Dans le cadre de la guerre franco-espagnole, il combat en Italie puis rejoint la Picardie en 1651, retourne en Italie en 1652, et passe en Catalogne en 1655. Le régiment est licencié en 1657 en Catalogne.

## Régiment de dragons Étrangers du Cardinal
- Régiment de dragons Étrangers du Cardinal

## Carabins Étrangers de Saint-Simon
- Carabins Étrangers de Saint-Simon

Le régiment est formé, le 16 mai 1635, avec les compagnies étrangères placées sous les ordres d'Arnaud de Corbeville, et donné à Claude de Rouvroy, duc de Saint-Simon dans le cadre de la guerre de Trente Ans. Envoyé en Italie, il est cassé le 30 juillet 1636 et rétabli le 20 janvier 1638 avec les anciens carabins sous le nom de régiment de Saint-Simon cavalerie.

## Régiment de dragons Étrangers du Roi
- Régiment de dragons Étrangers du Roi également appelé Dragons Étrangers du Roi

Ce régiment de dragons est formé en Allemagne sur le pied de 4 compagnies, en vertu d'une autorisation royale du 14 juin 1656, et donné à Montecuculli dans un moment où ce célèbre général des Impériaux était résolu à passer au service du roi de France. Sous le commandement de par César Degli Oddi, ces dragons, montés sur des bidets suivant l'ancienne tradition, et d'ailleurs armés, équipés et disciplinés en tout comme une troupe d'infanterie, arrivèrent au mois de septembre 1656 et furent vus à La Fère par le roi Louis XIV, qui voulut en être le chef titulaire, et les nomma « Dragons Étrangers du Roi ». Le 27 janvier 1668, 12 compagnies du « régiment de Dragons Étrangers du Roi » forment le régiment Royal dragons et 8 compagnies forment le régiment Colonel-Général dragons.